# Porostliny (Nové Dvory)
Porostliny je vesnice, základní sídelní jednotka obce Nové Dvory v okrese Příbram. Nachází se asi 1 km na severovýchod od Nových Dvorů, na silnici vedoucí z Nových Dvorů na křižovatku se silnicí druhé třídy číslo 102. Porostlinami prochází zelená turistická značka.

## Historie
Osada existovala již v 18. století.